# Islas periféricas polinesias

Mapa de les islas periféricas polinesias.

Las islas periféricas polinesias son las islas de cultura polinesia pero que geográficamente están fuera del ámbito polinesio, en Melanesia y Micronesia.
Estas islas constituyen pequeñas poblaciones aisladas que hablan lenguas polinesias. Los análisis lingüísticos hacen pensar que estas poblaciones emigraron de la Polinesia occidental (Samoa, Tonga, Tuvalu, Wallis y Futuna) antes del primer milenio de nuestra era. Las lenguas de las islas periféricas se incluyen en la rama de las lenguas samóicas. El hecho de estar más relacionadas con Samoa que Tonga sugiere que hubo un contacto entre las islas periféricas y el área de la Polinesia occidental antes de que Tonga extendiese su influencia cultural sobre las islas vecinas.
En algunos casos, aunque se mantiene la lengua polinesia, se han adaptado formas culturales propias del entorno de influencia micronesia o melanesia.
Entre las isles periféricas polinesias se incluyen:
- En los Estados Federados de Micronesia:
  - Kapingamarangi
  - Nukuoro
- En el extremo septentrional de Fiyi: 
  - Rotuma
- En las islas Loyauté de Nueva Caledonia:
  - Ouvéa
- En Papua Nueva Guinea:
  - Nuguria
  - Nukumanu
  - Takuu
- En las Islas Salomón:
  - Anuta
  - Bellona
  - Ontong Java
  - Pileni, lengua hablada además de en la isla Pileni, en otras de las islas Reef y en las islas Taumako.
  - Rennell
  - Sikaiana
  - Tikopia
- En Vanuatu:
  - Aniwa
  - Emae
  - Futuna
  - Mele

También se puede incluir la isla Norfolk, territorio externo de Australia situado entre el continente y Nueva Zelanda, pero su historia es diferente, la cultura mestiza polinesia e inglesa proviene del asentamiento del habitantes de la isla Pitcairn en el año 1856.
La isla de Rotuma está situada a la Polinesia occidental entre Tuvalu, Fiyi y Wallis y Futuna. Se puede incluire en las periféricas por el hecho de pertenecer a la república de las isles Fiyi.